# Sciades andamanensis
Sciades andamanensis là một loài bọ cánh cứng trong họ Cerambycidae.